# Генріх Руль
Генріх Руль (нім. Heinrich Ruhl; 31 серпня 1915, Франкфурт-на-Майні — 1 грудня 2015, Вунсторф) — німецький офіцер, майор вермахту (1 червня 1944). Кавалер Лицарського хреста Залізного хреста з дубовим листям.

## Біографія
1 листопада 1935 року вступив в 10-й кінний полк. 26 жовтня 1938 року вийшов у відставку в званні ротмістра. З початкому Другої світової війни призваний в армію і зарахований в 187-й розвідувальний батальйон. Учасник Французької кампанії та Німецько-радянської війни. З червня 1942 року — командир роти. З жовтня 1943 року — командир 122-го фузілерного батальйону. Відзначився у боях в Курляндії, де 13 березня 1945 року був важко поранений, але скоро повернувся в стрій.

## Нагороди
- Залізний хрест
  - 2-го класу (11 червня 1940)
  - 1-го класу (5 вересня 1941)
- Нагрудний знак «За участь у загальних штурмових атаках»
- Нагрудний знак «За поранення» в сріблі
- Нагрудний знак ближнього бою в бронзі
- Німецький хрест в золоті (2 липня 1944)
- Лицарський хрест Залізного хреста з дубовим листям
  - лицарський хрест (21 вересня 1944)
  - дубове листя (№789; 16 березня 1945)